# Caminho Espanhol
O chamado Caminho Espanhol foi uma rota terrestre criado por Filipe II para o transporte de dinheiro e tropas espanholas para a Guerra dos Oitenta Anos.
O Caminho Espanhol surgiu devido a inconveniência do transporte marítimo (pelo mau tempo que prevalece nos mares da região) e a inimizade da Inglaterra e da França que então dominavam o Canal da Mancha; levando o monarca espanhol a abrir uma rota alternativa através de um trajeto militar, de Milão a Bruxelas, passando por locais seguros ou territórios sob sua autoridade ou influência.
A rota foi usada pela primeira vez em 1567 pelo Duque de Alba em sua viagem para a Holanda, e a última vez a ser usada pelo exército espanhol foi em 1622. A rota principal começava no Ducado de Milão, depois de atravessar os Alpes por Savóia, seguia pelo Franco-Condado, Ducado de Lorena, Luxemburgo, Principado-Bispado de Liège e Flandres, até chegar em Bruxelas.

O Caminho Espanhol com suas variantes principais e secundárias, Barcelona e Nápoles a Bruxelas, via Gênova e Milão.

Uma segunda rota começou a ser usada depois de 1622, devido a aliança entre o Duque de Sabóia com a França; a qual iniciava em Milão e seguia através do vale suíço, por Engadina e Valtellina, no Tirol, seguindo pela fronteira sul da Alemanha, cruzando o Rio Reno, na Alsácia, até chegar na Holanda, por Lorena.
A maior parte do exército de Flandres utilizou o Caminho Espanhol, uma façanha logística impressionante para a época.

## Expedições registradas
| Expedições registradas entre 1567 e 1593 |            |         |       |         |      |
| Ano                                      | Comando    | Efetivo | Saída | Chegada | Dias |
| 1567                                     | Alba       | 10.000  | 20/06 | 15/08   | 56   |
| 1573                                     | Acuña      | 5.000   | 04/05 | 15/06   | 42   |
| 1578                                     | Figueroa   | 5.000   | 22/02 | 27/03   | 32   |
| 1578                                     | Serbelloni | 3.000   | 02/06 | 22/07   | 50   |
| 1582                                     | Paz        | 6.000   | 21/06 | 30/07   | 40   |
| 1582                                     | Carduini   | 5.000   | 24/07 | 27/08   | 34   |
| 1584                                     | Passi      | 5.000   | 26/04 | 18/06   | 54   |
| 1585                                     | Bobadilla  | 2.000   | 18/06 | 29/08   | 42   |
| 1587                                     | Zúñiga     | 3.000   | 13/09 | 01/11   | 49   |
| 1587                                     | Queralt    | 2.000   | 07/10 | 07/12   | 60   |
| 1591                                     | Toledo     | 3.000   | 01/08 | 26/09   | 57   |
| 1593                                     | México     | 3.000   | 02/11 | 31/12   | 60   |